# Panedes
Panedes oder Panides, bisweilen auch Paneides (von altgriechisch Πανήδης bzw. Πανίδης), König von Chalkis und Bruder des Amphidamas, war der Preisrichter im Dichterwettstreit zwischen Homer und Hesiod, dessen Historizität allerdings nicht belegt ist.
Das griechische Volk sah einhellig Homer als Sieger, Panedes jedoch entschied, dass Hesiod der erste Preis gebühre, da einem Dichter, welcher in seinem Werk zu Frieden und Landarbeit aufrufe, gerechterweise der Vorzug zu geben sei vor einem, der – wie es Homer tut – von Kriegen und Schlachten erzähle.
Diese Entscheidung galt allgemein als töricht und verkehrt, weshalb sich die Bezeichnung Urteil des Panedes zu einem geflügelten Wort entwickelte und landläufig für ein ungerechtfertigtes, falsches Urteil steht.